# Leszek Solski

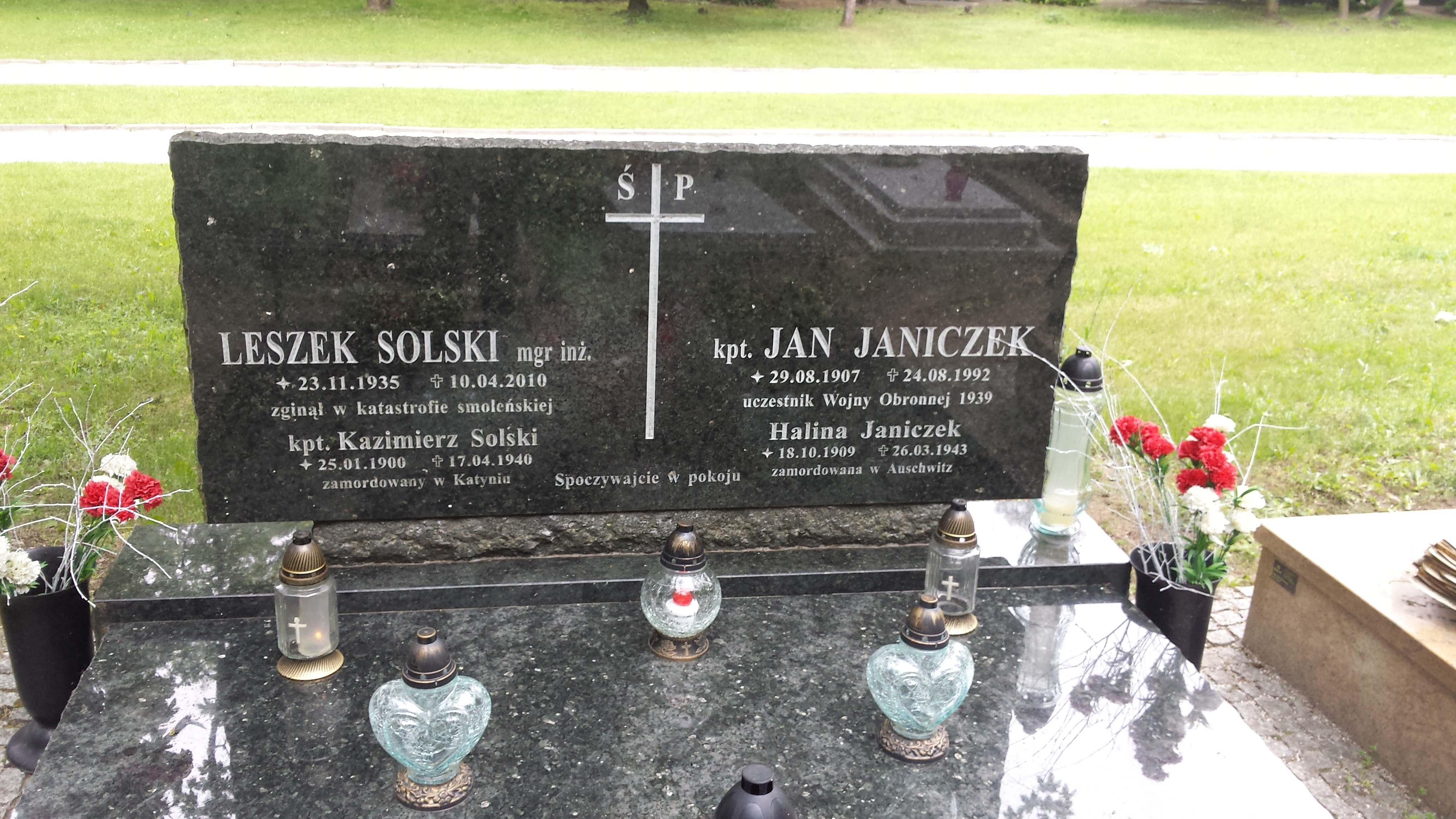
Grób Leszka Solskiego na Cmentarzu Srebrzysko

Leszek Kazimierz Solski (ur. 23 listopada 1935 w Baranowiczach, zm. 10 kwietnia 2010 w Smoleńsku) – polski działacz Rodzin Katyńskich.

## Życiorys
Jego rodzicami byli: Halina, z domu Kawecka i kapitan Kazimierz Solski (1900-1940), oficer artylerii konnej w szeregach 9 Dywizjonu Artylerii Konnej Nowogródzkiej Brygady Kawalerii (był m.in. adiutantem gen. Władysława Andersa), aresztowany w 1939 przez NKWD, więziony w obozie w Kozielsku i 17 kwietnia 1940 zamordowany w Katyniu. Brat Kazimierza, major Adam Solski był osadzony wspólnie z nim obozie kozielskim i 9 kwietnia 1940 także został ofiarą zbrodni katyńskiej.
Pod koniec II wojny światowej trafił przez obóz w Pruszkowie do Buchenwaldu, a następnie do obozu pracy w Lehrte koło Hanoweru, skąd wraz z matką został uwolniony dzięki staraniom jej szwagra. Po powrocie do Polski po wojnie zamieszkali w Toruniu.
Absolwent Wydziału Budownictwa Wodnego Politechniki Gdańskiej.
Po przejściu na emeryturę oddawał się swoim hobby, zapisał się do Uniwersytetu Trzeciego Wieku, od końca lat 80 działał w ramach Rodzin Katyńskich. W 1990 dzięki wsparciu pracowników Biblioteki Politechniki Gdańskiej zorganizował w Gdańsku wystawę „Fotograficzne archiwum pamiątek po zamordowanych z Gdańskiej Rodziny Katyńskiej”, którą obejrzeli m.in. Ronald Reagan i Nancy Reagan. Później był współtwórcą epitafium katyńskiego w kościele św. Brygidy w Gdańsku.
Zginął 10 kwietnia 2010 w katastrofie polskiego samolotu Tu-154 w Smoleńsku, udając się wraz z polską delegacją na uroczystości 70. rocznicy zbrodni katyńskiej (w Katyniu zamordowani zostali jego ojciec Kazimierz i stryj Adam). 16 kwietnia 2010 został pośmiertnie odznaczony Krzyżem Kawalerskim Orderu Odrodzenia Polski. 22 kwietnia 2010 pochowano go w Alei Zasłużonych na cmentarzu Srebrzysko w Gdańsku-Wrzeszczu (rejon IV, taras I-1a-26).
Był żonaty z Ewą, z którą miał córki Joannę i Hannę. Mieszkali w Gdańsku, a przez ostatnie dwadzieścia lat w Sopocie.
17 kwietnia 2011 w kościele „Gwiazda Morza” w Sopocie odsłonięto poświęconą mu tablicę pamiątkową.